# Картофельный сыр

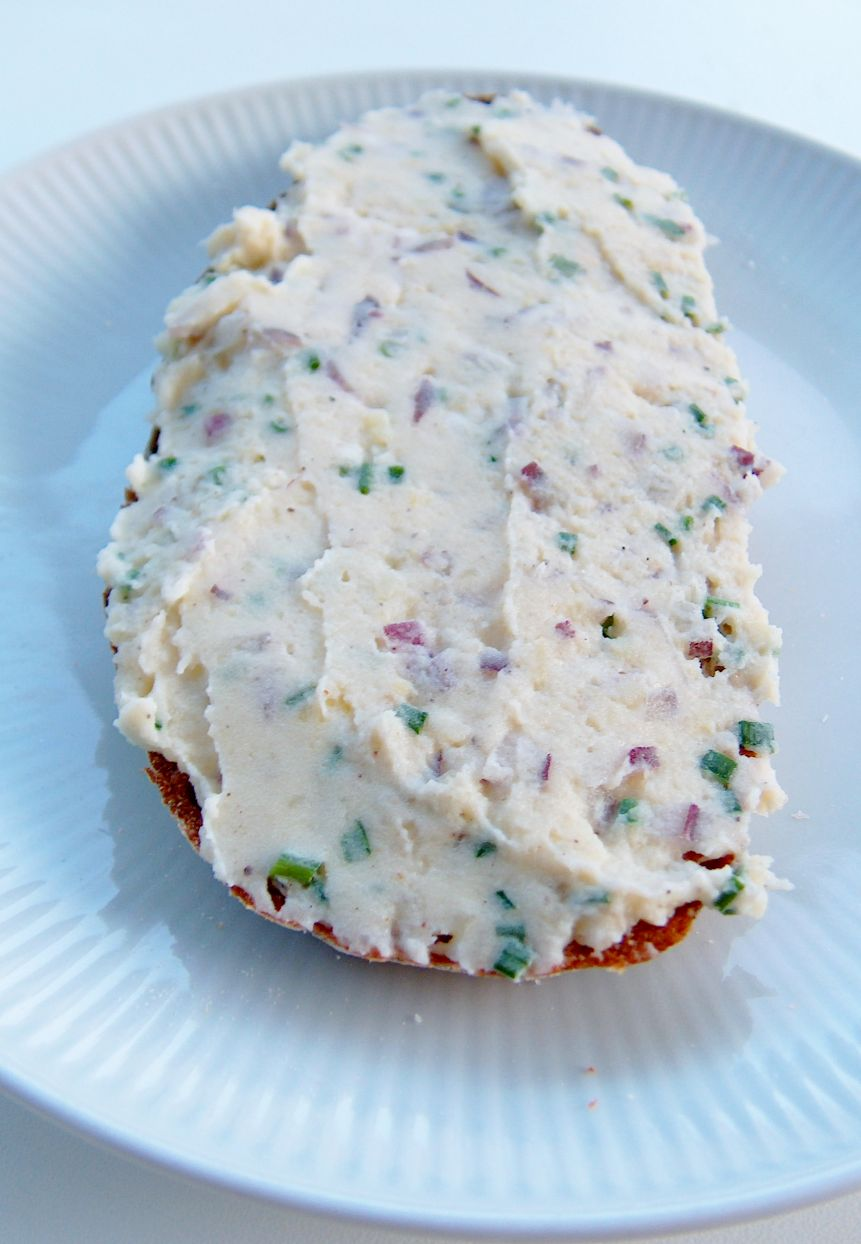
Картофельный сыр с красным луком и луком-резанцом

Картофельный сыр (нем. Kartoffelkäse, также нем. Erdäpfelkäse) — бутербродная паста мажущейся консистенции из картофеля с мягким молочно-сладким вкусом, повседневное и экономное блюдо в Баварии, Франконии и Австрии. Вопреки названию, в картофельным сыре не содержится сыра. Исторически картофельным сыром в Баварии перекусывали с молоком, пивом или молодым вином сезонные рабочие, помогавшие на уборке картофеля. Картофельный сыр часто используют в детском питании.
Картофельный сыр обычно готовят из отваренного накануне картофеля мучнистых сортов со сметаной, сливками или мягким творогом, а также репчатым луком, тмином и петрушкой и иногда чесноком. В некоторых рецептах в картофельный сыр добавляют измельчённое варёное яйцо.
В кулинарной книге П. Ф. Симоненко «Самый полный вегетарианский стол» 1895 года рецепт картофельного сыра приводится в разделе «Заготовки», его производили прессованием в несколько этапов в холщовых мешках под гнётом из приправленного солью картофельного пюре с добавлением последовательно кислого молока и густой сметаны.